# Hello Kitty Online
 (juillet 2023).
La mise en forme du texte ne suit pas les recommandations de Wikipédia : il faut le « wikifier ».
Les points d'amélioration suivants sont les cas les plus fréquents. Le détail des points à revoir est peut-être précisé sur la page de discussion.
- Les titres sont pré-formatés par le logiciel. Ils ne sont ni en capitales, ni en gras.
- Le texte ne doit pas être écrit en capitales (les noms de famille non plus), ni en gras, ni en italique, ni en « petit »…
- Le gras n'est utilisé que pour surligner le titre de l'article dans l'introduction, une seule fois.
- L'italique est rarement utilisé : mots en langue étrangère, titres d'œuvres, noms de bateaux, etc.
- Les citations ne sont pas en italique mais en corps de texte normal. Elles sont entourées par des guillemets français : « et ».
- Les listes à puces sont à éviter, des paragraphes rédigés étant largement préférés. Les tableaux sont à réserver à la présentation de données structurées (résultats, etc.).
- Les appels de note de bas de page (petits chiffres en exposant, introduits par l'outil «  Source ») sont à placer entre la fin de phrase et le point final[comme ça].
- Les liens internes (vers d'autres articles de Wikipédia) sont à choisir avec parcimonie. Créez des liens vers des articles approfondissant le sujet. Les termes génériques sans rapport avec le sujet sont à éviter, ainsi que les répétitions de liens vers un même terme.
- Les liens externes sont à placer uniquement dans une section « Liens externes », à la fin de l'article. Ces liens sont à choisir avec parcimonie suivant les règles définies. Si un lien sert de source à l'article, son insertion dans le texte est à faire par les notes de bas de page.
- La présentation des références doit suivre les conventions bibliographiques. Il est recommandé d'utiliser les modèles {{Ouvrage}}, {{Chapitre}}, {{Article}}, {{Lien web}} et/ou {{Bibliographie}}. Le mode d'édition visuel peut mettre en forme automatiquement les références.
- Insérer une infobox (cadre d'informations à droite) n'est pas obligatoire pour parachever la mise en page.

Pour une aide détaillée, merci de consulter Aide:Wikification.
Si vous pensez que ces points ont été résolus, vous pouvez retirer ce bandeau et améliorer la mise en forme d'un autre article.
Hello Kitty Online (souvent abrégé en HKO) est un jeu vidéo de type MMORPG (jeu de rôle en ligne massivement multijoueur) gratuit, actif entre 2008 et 2017, développé par Sanrio Digital et Typhoon Games. Le jeu est lié au site web SanrioTown, où les joueurs doivent créer un compte gratuit.

## Trame
Sanrio Digital avait organisé trois phases de test : Bêta fermée, bêta des fondateurs et test de résistance public.
L'application de la bêta fermée a été annoncée le 13 février 2008 et s'est poursuivie jusqu'au 21 février 2008. Plus de 50 000 candidatures ont été soumises. En raison du nombre limité de comptes de test disponibles, les candidats ont été invités à créer une vidéo expliquant pourquoi ils devraient être choisis pour participer au test bêta fermé. Ce processus de soumission s'est déroulé jusqu'au 10 mars 2008, et les candidatures sélectionnées ont été annoncées le 18 mars 2008. La phase de bêta fermée a débuté le 23 avril 2008 et s'est achevée le 1er juin 2008. Pendant cette période de bêta fermée, Sanrio Digital s'est associé à la communauté de jeu MMOSite pour offrir davantage de comptes aux bêta-testeurs.
Le 12 septembre 2008, une nouvelle a été publiée sur le blog officiel annonçant une phase de bêta appelée " bêta des fondateurs " prévue du 8 octobre 2008 au 8 novembre 2008. Les joueurs sélectionnés pour la Bêta des fondateurs recevront des récompenses spéciales et pourront conserver leurs personnages et leurs biens à la fin de la Bêta des fondateurs. L'annonce précise que des améliorations seront apportées au client et aux systèmes de jeu. Un communiqué de presse a également été publié sur le blog de Sanrio Digital. Les demandes de participation à la bêta des fondateurs ont été acceptées par courrier électronique et 20 000 comptes ont été créés.
Un test de résistance public a été annoncé le 2 février 2009 et s'est déroulé du 14 au 17 février. Tous les membres de SanrioTown, à l'exception de ceux situés en Europe, ont été invités à participer à ce test, qui a été prolongé jusqu'au 22 février, date à laquelle un nouvel événement caritatif a été annoncé, permettant aux joueurs de fabriquer des objets dans le jeu. À l'instar de l'événement "Food for Friends" précédent, les objets en jeu ont été utilisés comme taux de conversion en biens réels qui ont été donnés à l'unité de soins résidentiels pour enfants Po Leung Kuk.

### Food for Friend
Du 3 au 6 novembre 2008, Sanrio a organisé l'événement "Food for Friends", un événement caritatif au cours duquel les guildes ont fabriqué de la nourriture en jeu pour l'UNICEF et l'Asian Youth Orchestra. En fonction de la distribution des aliments fabriqués (quantité, difficulté, etc.), Sanrio Digital a fait un don en espèces à ces organisations caritatives. Au cours de l'événement, les guildes ont produit un total de 344 965 objets qui ont été donnés aux maîtres du jeu, ce qui a permis de calculer une valeur de 12 273 $, à donner à l'UNICEF et à l'Asian Youth Orchestra.

## Sortie Internationale

### Indonésie
Sanrio Digital s'est associé à GOGAME pour publier Hello Kitty Online en Indonésie. Une version indonésienne de la bêta des fondateurs a débuté le 15 avril 2009 et s'est achevée le 29 avril 2009. La phase de bêta ouverte indonésienne s'est déroulée du 16 juin 2009 au 24 juin 2009.
La version commerciale de la version indonésienne a été lancée le 1er juillet 2009. Le jeu a cessé d'être exploité en décembre 2010.

### Malaisie et Singapour
Gloot.net est l'éditeur de Hello Kitty Online à Singapour et en Malaisie, avec une bêta pour les fondateurs qui s'est déroulée du 22 juin au 22 juillet 2009 et un lancement commercial le 15 octobre 2009.

### Philippines
Le jeu est officiellement publié aux Philippines par Level Up ! Games, qui a lancé une bêta ouverte le 25 septembre 2009 et un lancement commercial le 11 novembre 2009. Le 8 juillet 2010, la version philippine de Hello Kitty Online a cessé ses activités, avant d'être rouverte cinq mois plus tard, le 8 décembre de la même année.

### Europe
Hello Kitty Online a été publié à l'origine par Burda : en Europe, le jeu ayant été lancé commercialement le 25 septembre 2009. Le 26 mars 2010, Burda : et Sanrio Digitally ont officiellement annoncé que Sanrio Digital commencerait à auto-publier la version européenne de Hello Kitty Online. Le 7 avril 2010, Burda : a cessé de publier Hello Kitty Online Europe.

### Thaïlande
Sanrio Digital a annoncé que C2 Vision était l'éditeur de Hello Kitty Online en Thaïlande le 14 octobre 2009. La version thaïlandaise de Hello Kitty Online est entrée en phase bêta fermée le 28 mai 2010, avec un lancement commercial le 5 juillet 2010. Hello Kitty Online Thaïlande a définitivement fermé ses portes le 24 décembre 2011.

### Amérique du nord
Aeria Games a été choisi comme éditeur pour la version nord-américaine, avec une transition vers Sanrio Digital le 1er juin 2010.

### Brésil
GameMaxx a été choisi pour publier Hello Kitty Online au Brésil

## Événement Global
Le 16 janvier 2010, Sanrio Digital a annoncé Food For Friends 2, un événement caritatif dans le jeu visant à collecter des dons pour des causes caritatives. Les mécanismes sont similaires à ceux de l'édition précédente, les joueurs d'Amérique du Nord, de Singapour, de Malaisie et d'Europe étant invités à participer. Pendant les 10 jours de l'événement, les joueurs des différentes régions ont fait don d'objets en jeu qui ont été convertis en 18 038,30 $US, les dons étant envoyés à Médecins sans frontières en réponse au tremblement de terre en Haïti.
Un nouvel événement, Chocolate Harbor Rescue, a été lancé le 9 septembre 2010. Au cours de cet événement, les joueurs accumulent des points qui sont utilisés pour calculer une contribution caritative comme suit :  
- 50 % des fonds seront versés à l'ONG Oceana pour soutenir le rétablissement après la marée noire de Deepwater Horizon
- 50 % des fonds seront versés à l'UNICEF pour l'aider à se remettre des inondations qui ont frappé le Pakistan en 2010.

## Système de jeu
Les phases combats sont secondaire, l'accent étant mis sur la collecte de ressources et l'artisanat. Plusieurs lieux différents basés sur des villes telles que Pékin, Paris, Londres, Tokyo et New York sont présents, ainsi que des zones entièrement originales et explorables.
Tous les joueurs sont représentés par des avatars humains personnalisables. Les options disponibles lors de la création du personnage comprennent le sexe, la coiffure, les yeux, le teint, le visage et le groupe sanguin.
Les combats, bien qu'ils ne soient pas l'objectif principal du jeu, sont toujours d'actualité. Les armes prennent la forme de divers objets contondants tels que des balais, des chasse-mouches et des pieds de micro. Les joueurs entrent en combat en cliquant avec le bouton droit de la souris sur un monstre proche, et l'avatar et le monstre commencent alors à échanger des coups. Les monstres ne meurent pas dans Hello Kitty Online, mais lorsque leur barre de santé est entièrement épuisée, ils sont pris de vertiges, s'évanouissent et sont vaincus, ce qui permet aux joueurs de les piller.

### Collecte de ressources
Dans la majorité des MMORPG, les joueurs reçoivent des points d'expérience et des augmentations de niveau en battant des adversaires et en accomplissant des quêtes ; ce n'est pas le cas dans Hello Kitty Online, où les joueurs montent en niveau principalement grâce à la collecte de ressources et à l'artisanat d'objets.
La collecte de ressources est un aspect important de Hello Kitty Online, car de nombreux objets du jeu sont obtenus par l'artisanat ou l'achat auprès de vendeurs PNJ. Les objets fabriqués sont généralement supérieurs aux objets achetés auprès des vendeurs PNJ. Les joueurs doivent avoir les ingrédients et/ou les ressources appropriés dans leur inventaire s'ils souhaitent fabriquer des objets.
La collecte de ressources comporte quatre sous-types de compétences : bûcheronnage, cueillette, plantation et exploitation minière. Les joueurs doivent choisir une compétence principale et une compétence secondaire parmi ces quatre sous-types. Les compétences choisies par un personnage peuvent atteindre des niveaux bien plus élevés que les compétences non choisies. Étant donné que les ressources de haut niveau nécessitent un niveau correspondant plus élevé, les joueurs sont encouragés à commercer entre eux pour obtenir des ressources. Pour collecter des ressources, les joueurs doivent s'équiper d'un outil de collecte de ressources tel qu'une pioche et cliquer sur un nœud de ressources disponible. Les outils de collecte de ressources ont des exigences de niveau dans les compétences respectives (par exemple, une pioche avancée nécessite un niveau plus élevé dans la compétence minière).

### Création
La création d'objets est une caractéristique clé de Hello Kitty Online et, comme la collecte de ressources, il est divisé en quatre sous-types de compétences : Cuisine (aliments qui reconstituent la santé, l'énergie ou les deux) ; Outils/Armes, Vêtements (comme les armes, les vêtements doivent être créés par les joueurs eux-mêmes mais peuvent être échangés avec d'autres joueurs) et Meubles.

### Ferme
Chaque joueur reçoit une ferme de départ lorsqu'il entre dans le jeu pour la première fois. La ferme constitue la principale source de revenus dans le jeu. Les produits cultivés dans la ferme peuvent être vendus, échangés avec d'autres joueurs ou transformés en différents objets. Les joueurs peuvent également acheter des fermes plus grandes et plus belles (et plus chères). Pour réussir dans l'agriculture, les joueurs doivent prendre en compte des variables telles que la fertilité du sol, les parasites et les facteurs de croissance[1]. Si vous n'arrosez pas votre ferme fréquemment, les plantes se dessécheront et mourront. Mais sachez que des taupes viennent parfois dans les fermes pour manger vos plantes.

### Systéme de doméstication
Chaque monstre vaincu a une chance de laisser tomber une carte de familier rare qui peut être utilisée pour obtenir le service de ce monstre, faisant ainsi de ce monstre le familier du joueur. Les joueurs peuvent posséder un maximum de 3 familiers au total, et un seul familier peut être utilisé à la fois. Les familiers ont des rôles variés : ils peuvent servir de mules, offrant ainsi un espace d'inventaire supplémentaire ; certains familiers apportent un buff aux statistiques du joueur pendant qu'ils sont au service de ce dernier ; enfin, ils sont capables d'aider à la collecte de ressources. Les familiers gagnent des niveaux grâce à la nourriture : lorsqu'ils sont nourris régulièrement, leurs statistiques et leur niveau augmentent avec le temps.

### Combat entre joueurs
Hello Kitty Online ne contient pas de systéme d'affrontement direct, mais les joueurs peuvent choisir de s'affronter entre eux dans un certain nombre de mini-jeux disponibles.

### Mini-jeux
Les mini-jeux disponibles dans le jeu lui même, et dans l'espace membre du site web de SanrioTown, permettent aux joueurs de s'affronter.

### Système d'hébergement
La ferme de chaque joueur dispose d'un espace alloué sur lequel le propriétaire de la ferme peut construire une maison. Pour construire une maison, les joueurs ont besoin d'un certificat foncier, qui peut être acheté auprès d'un PNJ ou reçu en récompense d'une quête. La construction peut commencer une fois que les ressources nécessaires ont été accumulées en quantité suffisante. Il existe une grande variété de maisons ; plus elles sont élaborées et extravagantes, plus elles sont chères.
Une fois la maison achevée, les joueurs peuvent aménager l'intérieur avec différents appareils, meubles et éléments d'intérieur tels que des papiers peints et des revêtements de sol.

### Socialisation
Le jeu défend le concept de "réseau social". Les joueurs peuvent consulter les blogs des autres joueurs, envoyer des email et regarder des vidéos téléchargées dans le jeu ou sur le site web de SanrioTown.
Les joueurs peuvent également se regrouper pour former une guilde. Les membres d'une guilde peuvent s'entraider pour accélérer la construction des maisons. Les quêtes de groupe devraient être disponibles dans les prochaines mises à jour du jeu.

## Communauté
La conception de Hello Kitty Online met l'accent sur l'utilisation du jeu et du site web SanrioTown en tant que plate-forme communautaire sociale. Un certain nombre de fonctions sociales présentes sur SanrioTown ont été intégrées directement dans le client du jeu, et les joueurs de Hello Kitty Online peuvent accéder au service de partage de vidéos, aux blogs et aux courriels de SanrioTown avec une adresse hellokitty.com. Les joueurs peuvent également participer aux discussions affichées sur les forums communautaires.
Le site officiel de Hello Kitty Online comprend un wiki, surnommé "Kittypedia" par les utilisateurs du forum, que les joueurs peuvent modifier pour y inclure des informations actualisées sur le jeu. Le wiki traite des animaux de compagnie, des objets, des PNJ, des guildes et d'autres aspects du jeu.

## Accueil et critiques
La bêta fermée de Hello Kitty Online a suscité des réactions mitigées, bien que majoritairement positives, de la part des médias et des joueurs. Noctalis.com l'a qualifié de "pays des merveilles rose et sucré, peuplé d'animaux qui parlent et accompagné d'une bande son joyeuse". Les graphismes du jeu, basés sur des sprites et une perspective isométrique en 2,5D, ont été critiqués comme étant une technologie vieille de 10 ans, et le manque d'options de personnalisation pour chaque personnage (par exemple, des kits de teinture ou des moyens de changer la couleur des objets de la maison) a été noté.
Grâce au blog SanrioTown, les joueurs ont pu partager leurs expériences de jeu. Les joueurs étaient également chargés d'aider les débutants grâce à leur blog et à des tutoriels vidéo. En général, les joueurs ont trouvé les autres joueurs et l'équipe de Hello Kitty Online agréables et serviables, citant l'environnement de Hello Kitty Online comme un répit par rapport au "griefing" et aux confrontations PvP qui affectent la plupart des jeux en ligne.
La construction de maisons a été jugée difficile et les joueurs se sont plaints de devoir demander de l'aide à leurs compagnons de guilde. La bêta fermée de Hello Kitty Online a été saluée comme étant largement exempte de bugs ; l'aide et l'assistance fournies par les développeurs ont été qualifiées de rapides et sérieuses par les joueurs, et ont été considérées comme une réussite remarquable par un critique.
Un billet du blog Outblaze daté du 15 février 2008 résume plusieurs réactions en ligne à l'annonce de la bêta fermée, et inclut des commentaires humoristiques de blogs de jeux influents tels que Kotaku, ValleyWag, InventorSpot, Japanator, et d'autres.
Bien que le jeu ait été généralement bien accueilli, de nombreux joueurs ont été frustrés par le manque d'attention porté au jeu par ses développeurs et une grande partie d'entre eux ont quitté le jeu. Cependant, un nombre croissant de joueurs restants tentent d'encourager les nouveaux joueurs à rejoindre le jeu et les anciens à revenir, ainsi que de contacter les développeurs.

### HKO Insider
Le 1er avril 2008, le site d'information et de stratégie World of Warcraft WoW Insider a annoncé qu'il ne couvrirait plus World of Warcraft, mais qu'il passerait à Hello Kitty Online. La bannière "WoW Insider" a été remplacée par une bannière "HKO Insider", avec des images de Hello Kitty aux deux extrémités. Le contenu du 1er avril de WoW Insider était exclusivement composé d'articles satiriques (au moins 26 d'entre eux) basés sur Hello Kitty Online. Dans le 28e article publié sur le site, il est annoncé que le site redevient WoW Insider.

### Pack "Island Adventure"
Le 1er avril 2008, Sanrio Digital a publié un poisson d'avril révélant que le premier pack d'extension de Hello Kitty Online, intitulé " Island Adventure ", devait sortir en 2009. La nouvelle a été publiée sur le blog principal de SanrioTown ainsi que sur le blog officiel du jeu. Le titre du pack d'extension fictif est une référence à l'épisode de la série South Park nommé "Make Love, Not Warcraft", dans lequel le personnage Butters Stotch déclare qu'il préfère "Hello Kitty Island Adventure" (traduit en "Hello Kitty dans l'île aux aventures" dans la version française) à des jeux plus violents et compétitifs tels que World of Warcraft,,.
Selon le communiqué de Sanrio Digital sur les poissons d'avril :
"Island Adventure sera le premier pack d'extension de l'histoire du jeu à rétrécir plutôt qu'à étendre un monde de jeu existant. L'intrigue révélée par l'annonce ressemble étrangement à celle de la série télévisée à succès "Lost", qui met en scène les survivants d'un accident d'avion qui se rendaient en Australie, leur lutte pour survivre dans un environnement hostile tout en faisant face aux indigènes de l'île, et le danger de voir les survivants se séparer et suivre deux leaders plutôt que de rester ensemble."
Cette fausse annonce a été utilisée pour rédiger un article humoristique sur WoW Insider.

### Récompense
Hello Kitty Online a reçu le prix du meilleur divertissement numérique lors des Hong Kong ICT Awards 2008.

## Piratage
En 2015, la base de données HKO du site web SanrioTown a fait l'objet d'une fuite en ligne, exposant les informations privées de 3,3 millions de comptes, y compris les noms et prénoms, les dates de naissance, le sexe, le pays d'origine, les mots de passe et les adresses électroniques. Cela a indirectement conduit à la suppression de toute fonctionnalité de la boutique d'objets,.

## Déclin et fermeture
De nombreux facteurs ont contribué à la baisse de popularité du jeu. Certaines parties du jeu n'étaient pas développées au début, ce qui a poussé certaines personnes à arrêter de jouer après avoir terminé l'histoire. Une version physique du jeu a été annoncée, mais retardée, et le jeu ne s'est donc pas vendu aussi bien qu'il l'aurait pu. En 2010, Sanrio a annoncé une quête dans la ville de Tokyo, mais elle n'a jamais vu le jour. À la place, les joueurs ont eu droit à une quête new-yorkaise dépouillée. La quête finale a été celle de la Saint-Valentin en 2012.
Selon MMO Fallout, Sanrio a cessé de soutenir le jeu en mars 2012. On peut supposer que c'est à ce moment-là que les liens de téléchargement du jeu ont été retirés du site web. Le jeu a cessé de recevoir des mises à jour et a été pratiquement abandonné. Quelque temps après, le site original, hellokittyonline.com, a été redirigé vers le site SanrioTown, qui empêchait les utilisateurs de créer de nouveaux comptes (bien que certains aient trouvé des moyens de contourner le problème). Comme les traces du jeu ont commencé à disparaître, de nombreuses personnes ont arrêté de jouer, mais les forums étaient toujours actifs avec d'anciens et de nouveaux joueurs, qui se connectaient de temps en temps, même si le jeu n'était manifestement pas bien entretenu, puisque Sanrio Digital se concentrait plutôt sur les jeux mobiles. Les serveurs sont restés actifs avec un nombre minimal de joueurs jusqu'en 2017, lorsque le jeu a été mis hors ligne de façon permanente, à l'insu de nombreuses personnes en dehors du fandom fidèle,.
La date exacte de la fermeture est inconnue, mais un blog de fans affirme que la dernière fois qu'ils ont pu se connecter, était en août 2017.